# ژرژ ده لا فلز
ژرژ ده لا فلز (فرانسوی: Georges de la Falaise‎؛ ۲۴ مارس ۱۸۶۶ – ۸ آوریل ۱۹۱۰) شمشیرباز اهل فرانسه بود.
از افتخارات وی میتوان به کسب مدال طلا سابر انفرادی در بازی‌های المپیک تابستانی ۱۹۰۰ اشاره کرد.